# Бутылконосы
Бутылконо́сы (лат. Hyperoodon) — род зубатых китов семейства клюворылых. Состоит из двух очень близких видов —  высоколобый бутылконос (Hyperoodon ampullatus) и плосколобый бутылконос (Hyperoodon planifrons). Интересно, что ареал этих двух видов разделён многими тысячами километров и никогда не пересекается — первый вид встречается в Арктике, а второй, напротив, в холодных водах Южного полушария.
При чтении англоязычных источников следует избегать путаницы, поскольку в английском языке, помимо собственно бутылконосов («кит-бутылконос», англ. bottlenose whale) существует ещё и «дельфин-бутылконос» (англ. bottlenose dolphin) — так по-английски называется дельфин-афалина.

## Описание
Бутылконосы — крупные киты с длинным коническим клювом (рострумом), высокими челюстными гребнями и очень развитым «лбом», который вмещает мешок со спермацетом. Зубов две пары. Самцы крупнее самок: длина самцов до 9,4 м, самок до 8,7 м. Вес 6—8 т.
Окрас обоих видов схож. Тело китов более-менее однотонное, серое, причём цвет с возрастом несколько светлеет, особенно на голове. В области пупка и между грудными плавниками — белое пятно. Самки и молодняк намного светлее самцов, часто они не серые, а грязно-белые.
«Лоб» с возрастом увеличивается и часто у старых китов даже нависает, опускаясь к основанию клюва. Дыхало слабополулунной формы, концами обращено вперёд. Грудные плавники закруглённые, у взрослых самцов достигают 1/7, а у самок 1/12 длины тела. Зубы округлы или слабо уплощены в сечении, около 2—3 см в диаметре у самцов; у самок зубы значительно меньше и тоньше.
Главный корм — головоногие моллюски, второстепенный — рыбы, редкий — голотурии и морские звёзды; в желудках бутылконосов находили до 10 тыс. кальмаров. Ныряют глубоко и могут находиться под водой до часу. Исследования с мечеными китами показали, что рекордным оказалось погружение, во время которого бутылконос находился под водой 1 час 10 минуты и достиг глубины в 1 морскую милю, то есть 1850 м. Другие погружения китов также отличались значительной глубиной и продолжительностью.
Беременность у бутылконосов длится от 12 до 15 месяцев. Детёныши рождаются весной и летом, длиной 3—3,5 м, вырастают до размеров взрослых за 3 года.
Голос бутылконосов характерен для китообразных. Это хрюканье, свист и другие подобные громкие звуки. Кроме того, плывущий кит очень часто взмахивает хвостовым плавником и шлёпает им по воде, что, возможно, также является одним из сигналов сородичам.
Живут бутылконосы стайками. Стаи бутылконосов образуются, когда небольшие (примерно по пять голов) группы начинают держаться вместе. Самыми заметными в таких группах являются взрослые самцы.

### Высоколобый бутылконос

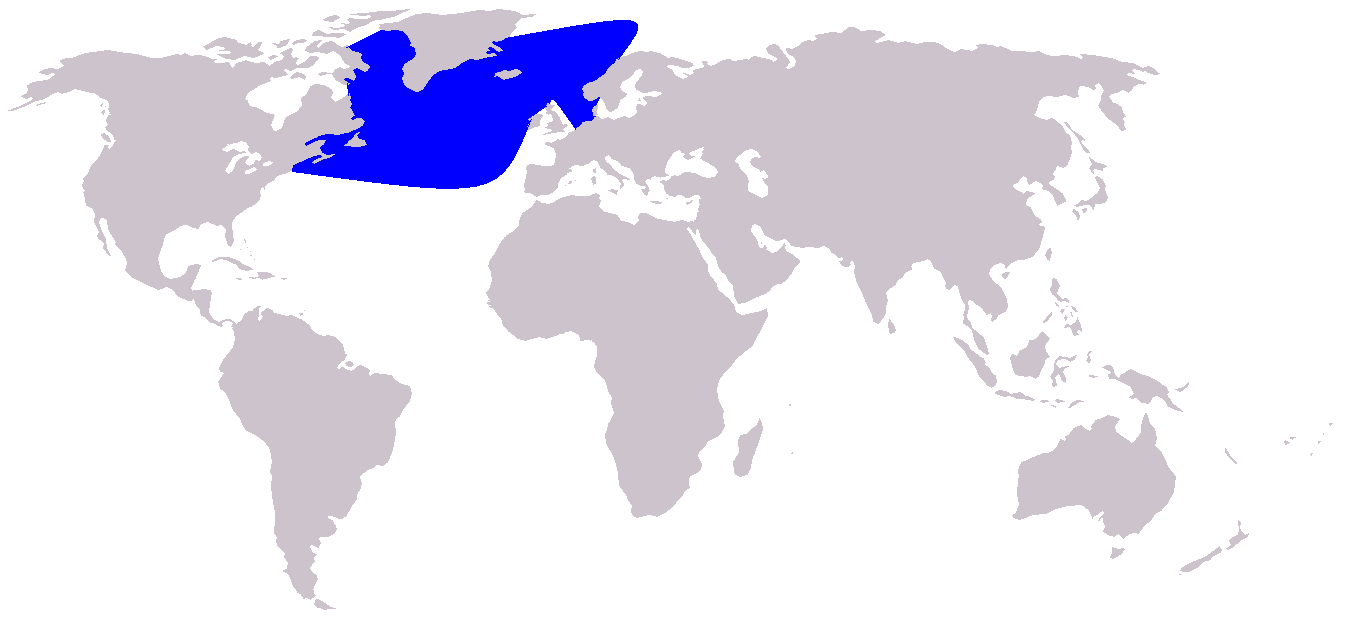
Ареал высоколобого бутылконоса

Этот вид изучен гораздо лучше, чем его южный сородич. Его ареал приурочен к водам высоких широт Северного полушария. В прошлом, до сокращения численности, он был самым обычным обитателем Северной Атлантики от пролива Дэвиса, Гренландского и Баренцева морей до широты Северной Африки. Встречается также в Средиземном море, изредка — в Белом и Балтийском. Видимо, регулярно мигрирует весной и осенью, но сроки миграций сильно растянуты. Зиму проводит в тёплых частях Атлантики.
Этот кит часто подходит к берегу и заходит в устья рек, где нередко выбрасывается на мель и обсыхает. В 2006 году высоколобый бутылконос зашёл в устье Темзы. Спасти его, несмотря на принимавшиеся меры, не удалось.

### Плосколобый бутылконос

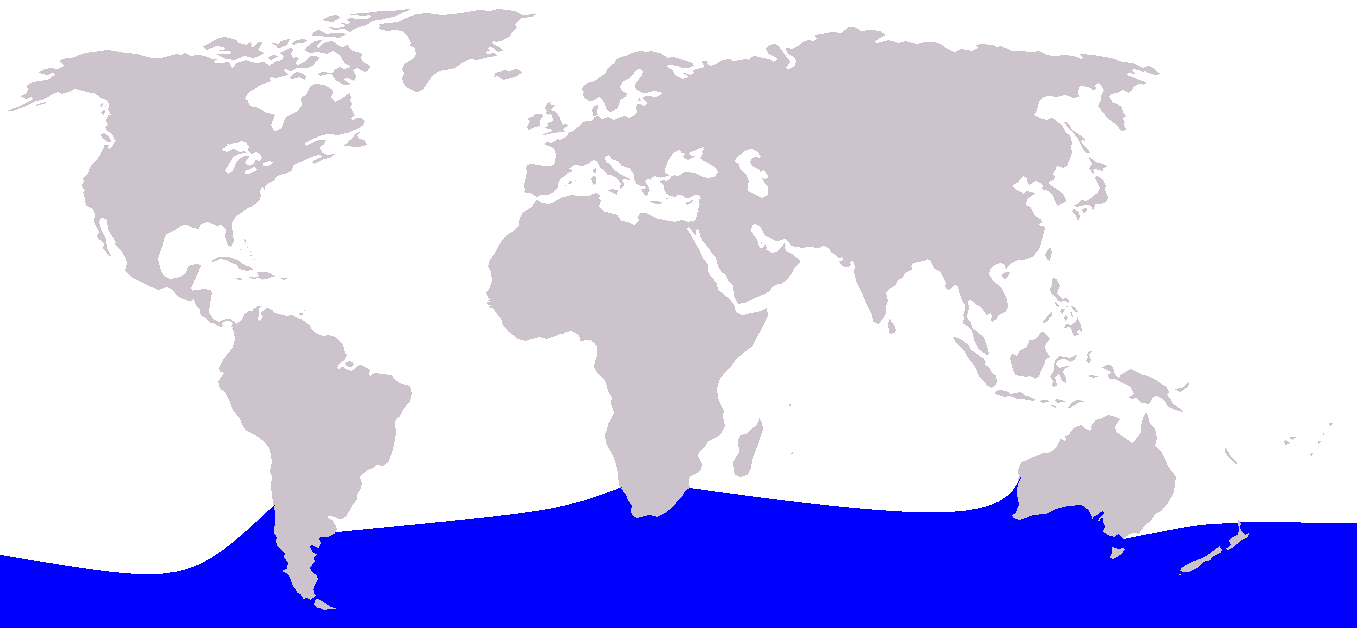
Ареал плосколобого бутылконоса

Плосколобый бутылконос распространён в водах вокруг Антарктиды до широт Австралии, Новой Зеландии и Аргентины. Его отличие от высоколобого бутылконоса — более низкие челюстные гребни и «лоб», более короткий клюв.

## Статус популяции
Количество высоколобых бутылконосов оценивается примерно в 10 тыс. голов. Количество плосколобых неизвестно. В прошлом интенсивный вылов привёл к сокращению численности бутылконосов в несколько раз. По некоторым оценкам, с 1920 года было добыто более 60 тыс. высоколобых бутылконосов. Промышленная добыча бутылконосов была прекращена в 1973 году (последней это сделала Норвегия). Тем не менее, жители Фарерских островов до сих пор бьют их по квотам.